# Grégory Carraz
Grégory Carraz (Bourgoin-Jallieu, 9 de abril de 1975) é um ex-tenista profissional francês. 

## Carreira
Com vitórias apenas em Challengers e Futures, o grande feito de sua carreira foi ter participado em Atenas 2004, quando teve ranking para poder disputar, sendo eliminado logo na primeira rodada.